# 新店线蕨
新店线蕨（学名：Leptochilus × shintenensis）为水龙骨科薄唇蕨属下的一个种。